# 布埃爾塔德霍爾科區
布埃爾塔德霍爾科區（西班牙語：Vuelta de Jorco），是哥斯達黎加的一個區，位於該國中部聖何塞省，面積22.32平方公里，海拔高度1,120米，2011年人口6,499，人口密度每平方公里291.17人。